# Порядковый переулок
Поря́дковый переу́лок — тупиковая улица в центре Москвы в Тверском районе от Новослободской улицы.

## Происхождение названия
Бывший Новопроектированный переулок. Новое название, данное в 1922 году, подчёркивало упорядоченность новой застройки.

## Описание
Порядковый переулок отличается извилистой конфигурацией, начинается от Новослободской улицы, проходит на юго-запад в целом параллельно Угловому переулку, пересекает Карелин проезд и заканчивается тупиком в городской застройке.

## Примечательные здания
По нечётной стороне:
- № 21 — Стальконструкция;

По чётной стороне: